# Pavel Đurković
 (septembre 2016).
Si vous disposez d'ouvrages ou d'articles de référence ou si vous connaissez des sites web de qualité traitant du thème abordé ici, merci de compléter l'article en donnant les références utiles à sa vérifiabilité et en les liant à la section « Notes et références ».

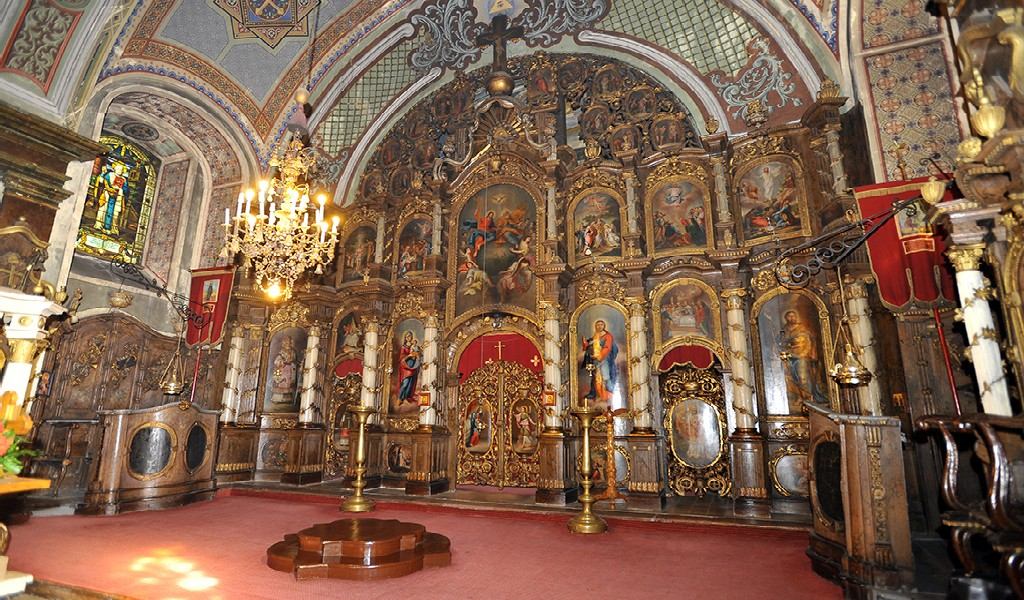
L'iconostase de l'église Saint-Jean de Sombor.

Pavel Đurković (en serbe cyrillique : Павел Ђурковић ; en hongrois : Pável Gyurkovits) ; né en 1772 à Baja et mort en 1830 à Odessa) est un peintre serbe. Il a notamment peint des iconostases et des portraits.

## Œuvres

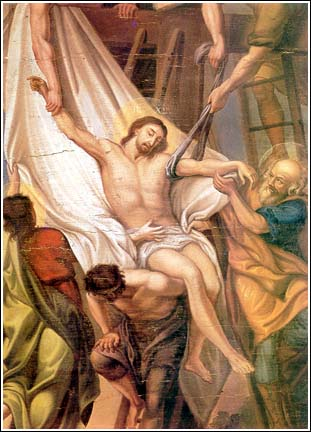
Pavel Đurković : Le Christ

Parmi les œuvres religieuses les plus importantes de Pavel Đurković figurent les icônes des églises de Vršac et Bela Crkva, datées de 1792. En 1809, l'artiste a peint l'iconostase de l'église Saint-Jean de Sombor dans un style mêlant baroque et classicisme.
Parmi ses portraits les plus célèbres figure celui de l'archimandrite Pavle Hadžić. En 1812, il a travaillé pour la famille Karamata ; la maison de cette famille, à Zemun, conserve plusieurs de ses portraits,. En 1816, il a peint le portrait de Vuk Karadžić et celui du théologien Lukijan Mušicki. En 1820, on lui doit celui du métropolite Stefan Stratimirović et, en 1824, ceux du prince Miloš Obrenović et de la princesse Ljubica.

## Galerie photographique

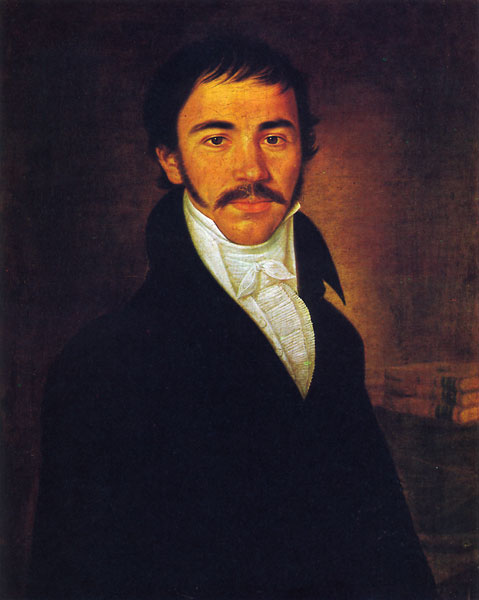
Portrait de Vuk Karadžić, 1816
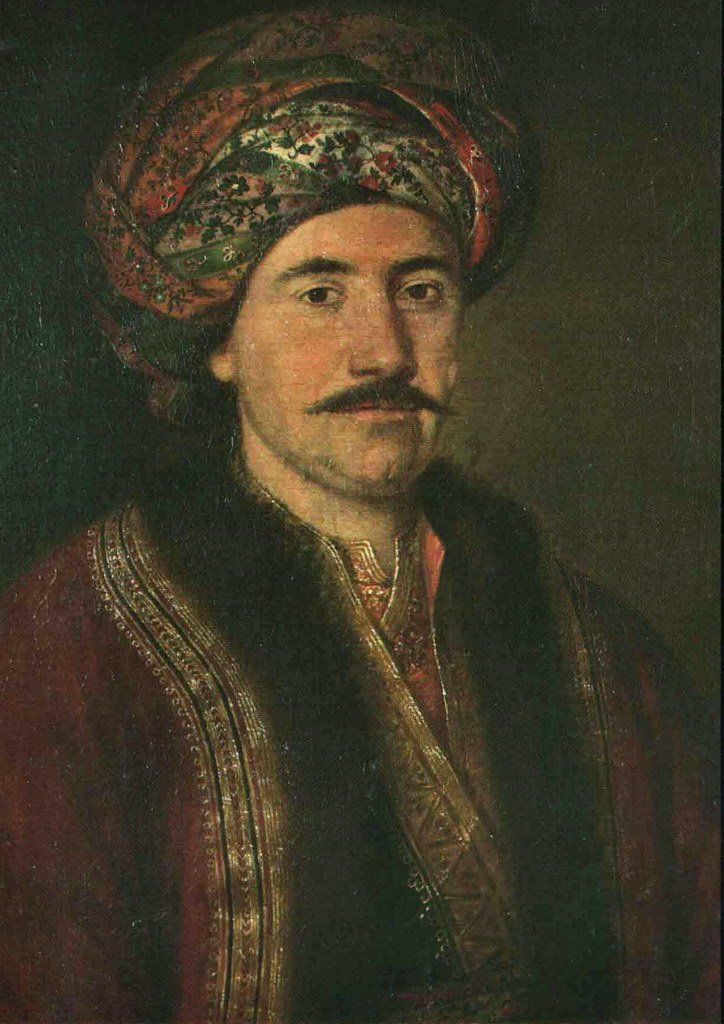
Le prince Miloš au turban, 1824